# Arlövs sockerbruk

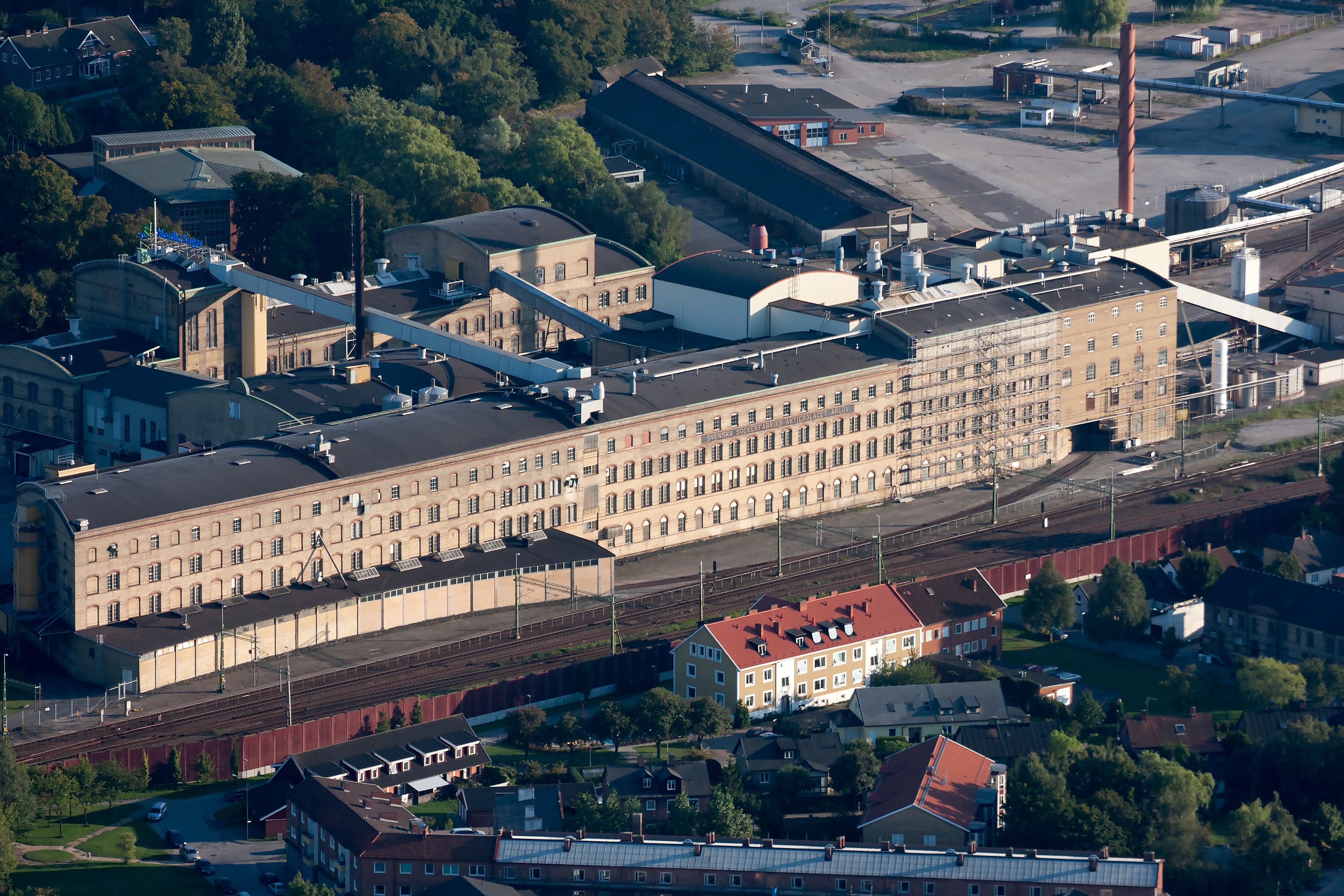
Arlövs sockerbruk, 2014.

Arlövs sockerbruk var ett kombinerat betsockerbruk och sockerraffinaderi.
Namnet på denna fabrik var Malmö sockerfabriks aktiebolag. Är dock mest känd under namnet Arlövs sockerbruk.
År 1907 uppgick fabriken i Svenska Sockerfabriks AB.

## Historia

### Det första mötet
Den 23 januari 1867 hölls ett möte på stadshuset i Lund arrangerat av  baron J.C. Toll på Trolleberg och Inspektor G. Warholm på allhelgonagården.
Den 6 augusti 1869 hölls ett möte där en interimsstyrelse utsågs, något senare grundades företaget.
Den första styrelsen bestod av Petter Matthias Elsner, handlande Edvard Engström Malmö, bagarmästare Magnus Möller, handlande O.R. Frick och häradshövding Fredrik Holmqvist.
År 1869 börjades bygget av fabriken. Maskinerna kom från Tyskland. Den 23 december 1870 kom fabriken igång. Fabriken bestod av en huvudbyggnad på 88 x 15 meter, samt några mindre byggnader bland annat kalkugn och gasverk. År 1873 uppfördes ett bränneri för att tillverka sprit av melassen. År 1888 tillkom en fem våningar hög tillbyggnad till raffinaderiet. En ombyggnad gjorde att sockerbruket då fick de karaktäristiska runda taken.  År 1890 gjordes ännu en en tillbyggnad och huvudbyggnaden var nu 136 meter lång.

### Branden
Den 6 januari 1896 brann stora delar av fabriken ned. Nya byggnader istället för de nedbrunna: råsockerfabrik 104 x 23 meter 3 våningar, maskinhus 39x14 meter 2 våningar, ångpannehus 41 x 31 meter en våning, raffinaderi 113 x 26 meter 4 våningar. Dessa var klara i november 1896.

### Förbättras
Under de följande åren förbättrades maskinutrustningen och tekniken. En betonglada för råsocker togs i bruk 1917. År 1922 elektrifierades driften. År 1929 förlängdes betongladan från 104 till 250 meter. År 1934 byggdes den första råsockersilon. År 1938 upphörde tillverkningen av sprit från melass.
Den sista betkampanjen kördes år 1958. Åren därefter ökades produktionen av strösocker och bitsocker. Fabriken nedlades år 2022.

### Processutrustning
Vid starten var sockerbruket försett med 12 st diffusörer om vardera 3,8 kubikmeter. Efter branden 1896 fick sockerbruket 24 diffusörer om vardera 6 kubikmeter. Dessa var indelade i tre batterier om vardera 8 diffusörer.

### Tillverkade produkter
Här är fördelningen för olika år. 
- År 1901/02.  Bitsocker 12,17%, siktad och malen melis 4,16%, krossocker i bitar 3,13%, vitt krossocker, 6,95, kaksocker 1,72%, sockertoppar 47,84%, pudersocker 5,05%, farin 18,98%
- År 1928/29 Sockertopp 11.487 ton, bitsocker 18.679 ton, siktad raffinad 586 ton, malen raffinad 2698 ton, pärlsocker 143 ton, strösocker(melis) 38.511 ton, vitt krossocker 1494 ton, pudersocker 3028 ton, gul farin 1464 ton, brun farin 210 ton.
- År 1957. Bitsocker 61%, strösocker 29%, vit farin 5%, gul farin 0,8%, brun farin 0,2%, pärlsocker 1,7%, pudersocker 2,3%.[2]
- Brännvin tillverkades av melass. År 1891/92 tillverkades i Arlöv 739 585 liter brännvin.[4]

### Vågstationer
Till sockerbruket hörde ett antal vågar belägna vid järnvägsstationer för invägning av betor. Vågstationer år 1921 Malmö, Limhamn, Fosieby, Lockarp, Arrie, Jordholmen, Hindby, Hohög, Kvarnby, Uppåkra, Lunds Östra, Stångby, Önnerup, Flädie, Fjelie, Östra Grevie och Slågarp. Vågstationerna avskaffades åren 1959-1964.

### Ekonomi
Aktiekapitalet var från början 500.000:-. Ökades till 1,5 miljoner år 1892, till 2,5 miljoner år 1897 och till 5 miljoner år 1906.  Åren 1884, 1891 och 1897 gick fabriken med förlust.
Aktieutdelningen utgjorde 15% åren 1888-1890 och 1892-1893.

### Kapacitet
| År           | 1875 | 1885 | 1895 | 1911  | 1957  |
| ------------ | ---- | ---- | ---- | ----- | ----- |
| Ton per dygn | 90   | 220  | 600  | 1 300 | 2 100 |

### Antalet anställda arbetare
Det varierade kraftigt under årets månader.
År 1910 fanns det som lägst (den 19/8) 242 och som högst (den 4/11) 705 arbetare.
År 1912 fanns 205 årsanställda samt 369 kampanjarbetare.
| År   | Juli månad | November månad | Medeltal under året |
| ---- | ---------- | -------------- | ------------------- |
| 1929 | 48         | 391            | 111                 |
| 1946 | 73         | 245            | 116                 |

| År   | Juli månad | November månad | Medeltal under året |
| ---- | ---------- | -------------- | ------------------- |
| 1929 | 413        | 158            | 380                 |
| 1946 | 265        | 239            | 278                 |

År 1980 666 anställda. År 1990 439 anställda.

### Betkampanjer
| År                  | Avverkade betor i ton | Betkampanjens längd dagar | Råsockerutbyte i % av betvikt | Sockerhalt i betor % |
| ------------------- | --------------------- | ------------------------- | ----------------------------- | -------------------- |
| 1871/72 - 1879-80   | 7 040 - 11 855        | 80 - 150                  | 7,15 - 11,71                  | 10,30 - 12,01        |
| 1892/93 - 1899/1900 | 22 070 - 34 844       | 58 - 128                  | 11,36 - 13,68                 | 12,64 - 14,86        |
| 1927/28 - 1934/35   | 72 050 - 121 445      | 33 - 66                   | 14,31 - 17,02                 | 16,19 - 18,54        |